# Xenosoma vespertilio
Xenosoma vespertilio là một loài bướm đêm thuộc phân họ Arctiinae, họ Erebidae.